# Pompeiana
Pompeiana är en ort och kommun i provinsen Imperia i regionen Ligurien i Italien. Kommunen hade 854 invånare (2018).